# هاري هود (لاعب كرة قدم كندية)
هاري هود هو لاعب كرة قدم كندية كندي، ولد في 1926 في وينيبيغ في كندا، وتوفي في 18 مايو 1954.

## وصلات خارجية
- هاري هود على موقع JustSportsStats.com (الإنجليزية)